# ビショップストーン (イースト・サセックス州)
ビショップストーン (Bishopstone) は、イングランド南部イースト・サセックス州シーフォード  の西方にある、行き止まりの道路沿いに位置する人口およそ200人の村落。かつては、司教の荘園であり、地名は「主教 (bishop) の住む場所」であることを意味している。聖アンデレに捧げられた当地の教会は、起源が8世紀に遡るものと考えられており、州内最古の教会である可能性もある。現在の建物は、1200年に再建されたものである。教会の裏にある、ビショップストーンの村落集会所 (village hall) は、様々な地域の行事が行われる、この村の生活の一部であり、地域の卓球クラブの活動の場にもなっている。村には、商店やパブはない。
詩人のジェイムズ・ハーディス（1763年 – 1801年）は当地で生まれており、教会にはハーディスの記念碑がある。
ビショップストーンの最寄り駅は、ビショップストーン駅 (Bishopstone railway station) であるが、これは、1942年に、それまであったビショップストーン・ビーチ・ハルト駅 (Bishopstone Beach Halt railway station) に代わるものとして設けられた駅である。

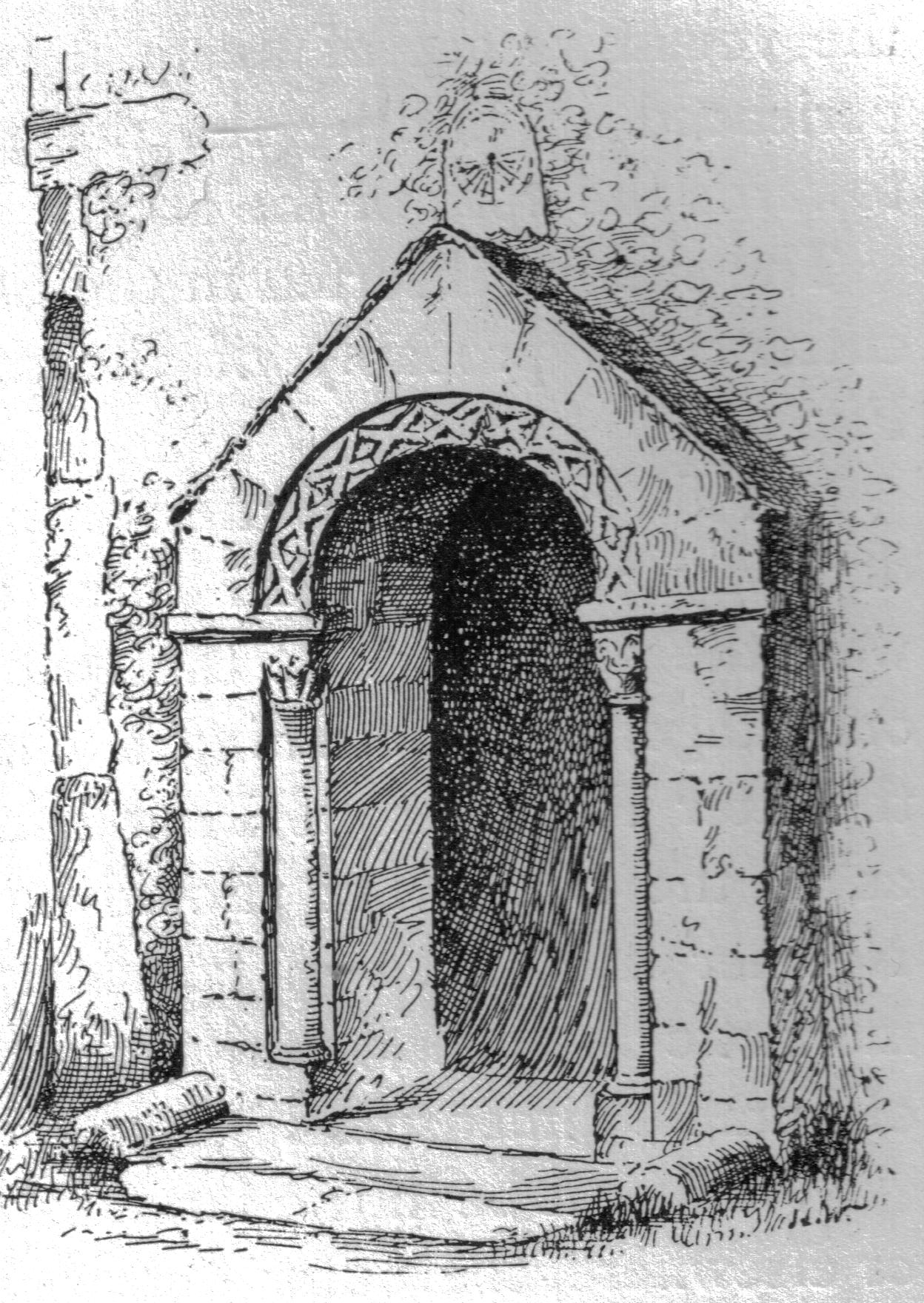
1912年に描かれたビショップストーンの日時計と教会のポーチ

ビショップストーンの教会には、ポーチの上に古代のタイドによる日時計がある。この日時計には、ケント王エアドリック (Eadric of Kent) の名と、685年の年号が刻まされている。